# SkySonic
SkySonic (en hebreo: קלע חד; en español: Honda afilada) es un sistema de defensa antiaérea en desarrollo por parte de la corporación militar-industrial israelí Rafael Advanced Defense Systems. Supuestamente, el sistema es capaz de eliminar amenazas hipersónicas entre 20 y 70 km de altura.